# Scott Simpson (Golfspieler)
Scott William Simpson (* 17. September 1955 in San Diego, Kalifornien) ist ein US-amerikanischer Profigolfer. Es gelang ihm im Jahr 1987, die US-Open zu gewinnen.

## Karriere
Simpson wurde in San Diego geboren, wo er an der University of Southern California College-Golf spielte. Im Jahr 1976 wurde er von der Zeitschrift Golf Digest als bester Amateur des Landes betitelt, nachdem er sich mehrfach beim NCAA Championship in den vorderen Reihen platzieren konnte. 1977 wurde er Golfprofi. 
Auf der PGA Tour gelang es ihm sieben Turniere zu gewinnen. Höhepunkt war sein Erfolg bei der U.S. Open im Jahr 1987 im Olympic Club in San Francisco. Im Jahr 1987 vertrat er die Vereinigten Staaten von Amerika im Ryder Cup. Im Jahr 2005 wechselte er auf die Champions Tour, wo er 2006 seinen ersten und einzigen Turniersieg errang.